# Cans (O Porriño)

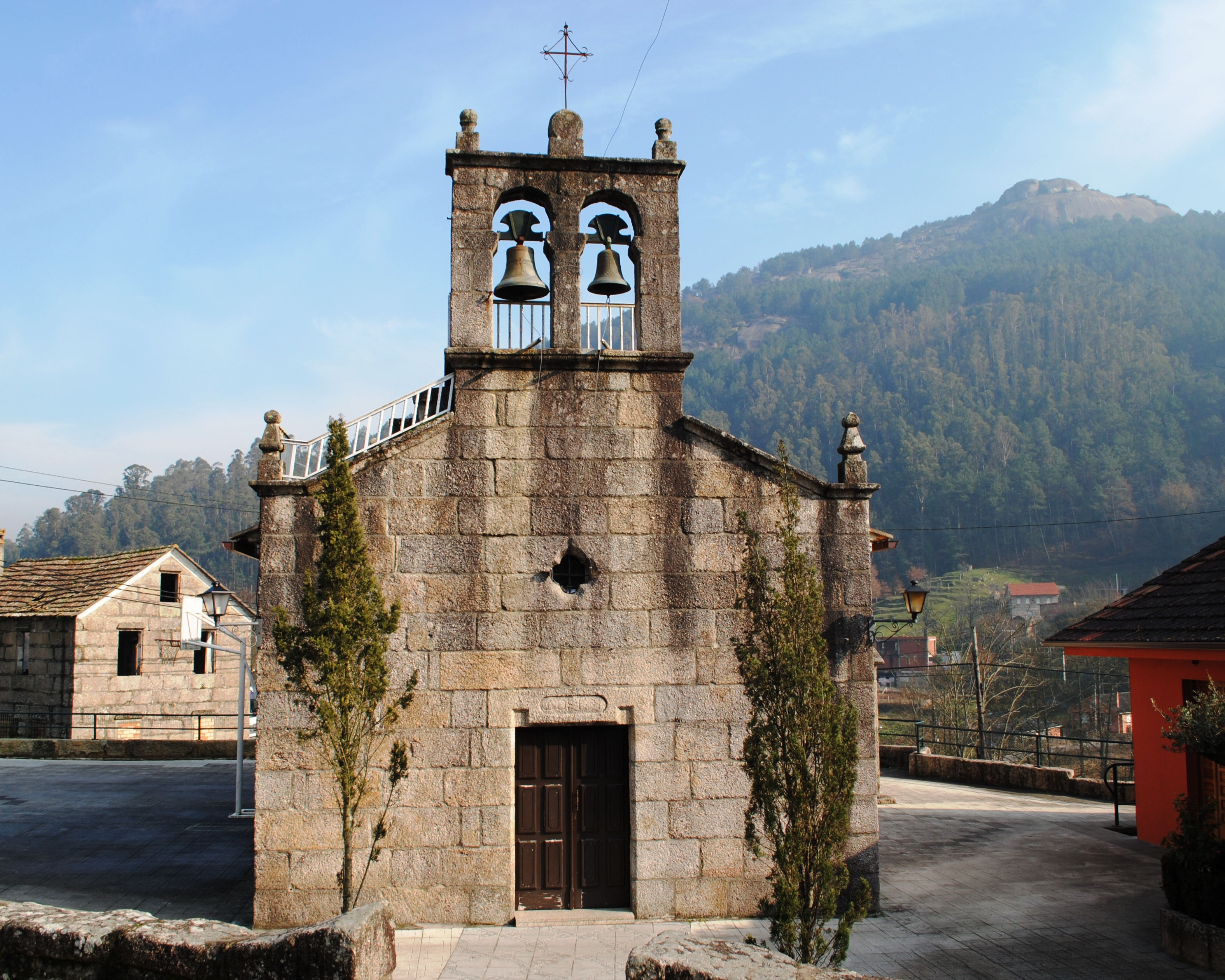
Església de Cans

Santo Estevo de Cans és una parròquia del municipi d'O Porriño, a la província de Pontevedra. L'any 2010 tenia una població de 458 habitants.
La parròquia es va crear el 1904 al separar-se de la d'Atios. El 26 de febrer de 1955 va haver-hi un accident d'un autobús que feia la ruta entre O Porriño i Ponteareas, on era dia de fira. El vehicle es va incendiar després de bolcar en una corba, morint 31 dels 44 ocupants. En el lloc de la tragèdia hi ha un monòlit commemoratiu.
Està travessada per l'autovia A-52 que uneix Vigo i Ourense, paral·lela a la carretera N-120. Entre els seus monuments cal destacar el famós castell, fortificació medieval situada sobre un turó granític que domina tota la zona. En el mes de maig s'hi celebra el Festival de Cans de curtmetratges, coincidint amb el Festival de Canes.